# Christa Wolf
Christa Wolf, rojena Christa Ihlenfeld, nemška pisateljica, * 18. marec 1929, Landsberg an der Warthe, † 1. december 2011, Berlin, Nemčija.

## Življenje
Christa Wolf se je rodila kot hči trgovca Otta Ihlenfelda v Landesbergu / Warthe – danes Gorzow Wielkopolski – na Poljskem. Tam je skoraj do konca vojne obiskovala šolo. Po vdoru sovjetskih vojakov na Poljsko leta 1945 si je družina nov dom ustvarila v Mecklenburgu v Nemčiji. V Bad Frankenhausenu je 1949 maturirala, istega leta je tudi pristopila k Enotni socialistični stranki Nemčije (Sozialistische Einheitspartei Deutschlands, SED), katere članica je ostala vse do leta 1989. Od leta 1949 do 1953 je v Jeni in Leipzigu študirala germanistiko, med drugim tudi pri znanem germanistu Hansu Mayerju. Leta 1591 se je poročila s pisateljem Gerhardom Wolfom in leto kasneje rodila njuno prvo hči Anette. Svoje prvo delo je opravljala kot pomočnica v pisarni pri županu vasice Gammelin pri Schwerinu.
Christa Wolf je delovala kot znanstvena sodelavka pri Nemški zvezi pisateljev ter kot lektorica pri mnogih založbah, bila pa je tudi urednica časopisa Neue deutsche Literatur (Nova nemška literatura). Od 1966 do 1977 je bila članica upravnega odbora Zveze pisateljev Nemške demokratične republike). Štiri leta po rojstvu prvega otroka je rodila še drugo hči Katrin - »Tinko«. Leta 1961 je izdala svoje prvo delo Moskovska novela (nem. Moskauer Novelle), ki govori o ljubezenskem razmerju med vzhodnoberlinsko zdravnico in ruskim tolmačem. Od leta 1962 naprej je bila Christa Wolf svobodna pisateljica. Med letoma 1962 in 1976 je živela v mestu Kleinmachnow, leta 1976 pa se je ustalila v Berlinu.
Od 1963 do 1967 je bila kandidatka za centralni komite stranke SED. Od leta 1974 je bila članica Akademije umetnosti NDR. Že leta 1972 pa je odpotovala v Pariz in tam leta 1984 postala članica Evropske akademije znanosti in umetnosti. Dve leti kasneje je pristopila k Svobodni akademiji umetnosti v Hamburgu. Leta 1976 pa so jo zaradi podpisa javnega pisma proti odvzemu državljanstva Wolfa Biermanna izključili iz upravnega odbora Zveze pisateljev NDR, poleg tega pa jo je še močno okarala njena stranka. Christa Wolf je svoja dela predstavljala na številnih branjih po vsem svetu, med drugim na Švedskem, Finskem, v Franciji ter ZDA, kjer je prejela tudi častni doktorat Univerze v Ohiu. Bila je ena najpomembnejših nemških pisateljic našega časa. Njena dela so prevedena v mnogo jezikov.
Na demonstracijah proti politiki v NDR je imela Christa Wolf 4. novembra 1989 na berlinskem trgu Alexanderplatz govor z naslovom Sprache der Wende (sl. Jezik preobrata). V razpust ali propad države NDR v novembru oz. decembru 1989 Christa Wolf ni verjela, tako kot v to niso verjeli njeni pisateljski kolegi in kolegice. Še nekaj časa je bila prepričana, tako kot številni intelektualci v NDR, v reformacijo socializma pod drugim vodstvom. 26. novembra 1989 so se pozivu Für unser Land (sl. Za našo deželo) zavzeli za NDR in se postavili proti »razprodaji materialnih in moralnih vrednot«. Christa Wolf takrat ni puščala nobenega dvoma o tem, da spremembe v NDR ne bi smele veljati stabilizaciji države, temveč »nadaljnjemu razvoju socializma«. Zato je tudi odločno zavrnila izraz „Wende” (sl. Preobrat), ki ga je ob svoji volitvi vpeljal Egon Krenz. Ta bi lahko pomenil preobrat v nasprotno smer, težnje po restavraciji ali obračanju k zahodu. Christa Wolf pa je govorila ravno nasprotno, o prelomu obdobja.
Na začetku devetdesetih let je prišlo na dan, da je bila Wolfova od leta 1959 do 1962 neuradna sodelavka pri Ministrstvu za državno varnost NDR pod psevdonimom Margareta. Za njih je napisala tri pomembna poročila, v katerih je kljub svoji nalogi ohranila pozitivno sliko omenjenih oseb. Temu ustrezno se je Stasi (služba državne varnosti v nekdanji NDR) v tajnem zapisu pritožila nad zadržanostjo Christe Wolf pri sodelovanju in od takrat dalje so jo dan in noč nadzorovali. V tem položaju je bila vse do razpada NDR. Na kasnejša vprašanja, zakaj kljub svojemu položaju ni odpotovala iz NDR, je odgovorila, da je ostala zaradi svojih bralcev. Vendarle pa so dejstva o Wolfovi, skupaj s kritiko njene novele Kaj ostane (nem. Was bleibt), pripeljala do t. i. literarnega spora. V mnogih medijih so bile težke razprave o njenih zadolžitvah pri Stasiju in kljub nepoznavanju ozadja so to uporabili proti njej. To je doživljala kot neopravičen obračun z njeno željo po demokratičnemu socializmu in njeno biografijo. Medijske napade je opisala kot lov na čarovnice in svoj položaj primerjala z zatiranjem v NDR. Zaradi tega se je večkrat umaknila v ZDA. Iz politične javnosti se je sicer umaknila, vendar se je njeno telo na dogodke odzvalo z boleznijo, kar je tudi opisala v svoji noveli Utelešeno (nem. Leibhaftig).
Leta 1993 je Christa Wolf, da bi ovrgla novinarske očitke, objavila svoj celotni dosje neuradne sodelavke z naslovom Vpogled v spise Christe Wolf (Akteneinsicht Christa Wolf). Ko se je leta 1992/93 zadrževala v ZDA, se je ukvarjala z delom Mesto angelov ali Plašč dr. Freuda (nem. Stadt der Engel oder The Overcoat of Dr. Freud), ki je izšlo leta 2010. V tem delu je izražala svoja doživetja po času preobrata, svojo načelno zvestobo socialistični utopiji in svojo prestrašenost tako pred vplivi kapitalizma kot tudi pred bedo konzervativcev in prvo vojno v Iraku. Veliko prostora je namenila objavi svojega delovanja pri Stasiju. Medtem ko je te ostre napade primerjala s kritikami, ki so spremljale njeno delo Razmišljanje o Christi T. (nem. Nachdenken über Christa T.), se je na tem mestu poslovila od moralne nepopustljivosti in samopomilovanja. S treznega pogleda »ne pripisuje prevelike vrednosti niti svojemu trpljenju niti ovaduštvu«.

## Recepcija
Literarni kritiki vedno znova in znova razpravljajo kontroverzno o delih Christe Wolf, še posebej po ponovni združitvi Nemčije. Ko je izšlo besedilo Kaj ostane (nem. Was bleibt), so kritiki iz Zahodne Nemčije, kot je npr. Frank Schirrmacher, argumentirali, da je Christa Wolf pozabila kritizirati avtoritarizem vzhodno-nemške komunistične vlade. Drugi kritiki so dela Wolfove označili za »moralistična«. Zagovorniki pisateljice pa so jo priznali kot pomembno predstavnico vzhodno-nemške literature. Raziskava Fausto Cercignanija o zgodnjih romanih Christe Wolf in spisi o njenih delih, ki so ji sledili, so pripomogli k temu, da se je krepila zavest o bistvu pripovednega dela vzhodno-nemške pisateljice, in sicer neodvisno od njene politične in osebne spremenljive usode. S tem, ko je Cercignani poudaril junaštvo Christe Wolf je naredil prosto pot nadaljnjim prispevkom v tej smeri.

## Dela

### Besedila
- Moskovska novela (nem. Moskauer Novelle, 1961 )
- Razdeljeno nebo prevod Ana Jasmina Oseban, 2010, Družba Piano (nem. Der geteilte Himmel, 1963) roman (COBISS)
- Premišljevanje o Christi T; Prevod Mimi Malenšek, Prešernova družba, 1974 (nem. Nachdenken über Christa T., 1968) (COBISS)
- Branje in pisanje (nem. Lesen und Schreiben, 1972) izbrana dela
- Till Eulenspiegel (nem. Till Eulenspiegel, 1972) drama
- Pod lipami. Tri neverjetne zgodbe (nem. Unter den Linden. Drei unwahrscheinliche Geschichten,, 1974) kratka proza
- Vzorci otroštva (nem. Kindheitsmuster, 1976) roman
- Nobenega kraja, nikjer (nem. Kein Ort. Nirgends, 1979) kratka proza
- Nadaljnji poskusi (nem. Fortgesetzter Versuch, 1979) spisi, intervjuji in eseji
- Zamenjava spolov (nem. Geschlechtertausch. Drei Erzählungen, 1980 ) Tri zgodbe, skupaj z Sarah Kirsch in Irmtraud Morgner
- Branje in pisanje(nem. Lesen und Schreiben. Neue Sammlung, 1980) eseji, spisi in govori
- Zahteve pripovedi : Kassandra (nem. Voraussetzungen einer Erzählung: Kassandra, 1983) monografska publikacija
- Hrepenenje je brez obvez, skupaj z Gerhardom Wolfom (nem. Ins Ungebundene gehet eine Sehnsucht. Gesprächsraum Romantik. Prosa. Essays 1985) proza, esej, obravnava obdobja romantike
- Kassandra: štiri predavanja; Prevedla Anja Uršič (verze v knjigi so prevedli Anton Sovre, Kajetan Kovič, Edvard Kocbek, Božo Vodušek), 1989, Obzorja. (nem. Kassandra: vier Vorlesungen, 1986) 830-32, 82.01:396 (COBISS)
- Avtorjeva dimenzija (nem. Die Dimension des Autors. Essays 1959–1985, 1986) eseji, 1959- 1985
- Incident (nem. Störfall, 1987) kratka proza
- Nagovori (nem. Ansprachen, 1988)
- Kos poletja (nem. Sommerstück, 1989 ) kratka proza
- Kaj ostane (nem. Was bleibt, 1990 ) (nastanek : 1979) kratka proza
- Jesenski pogovori (nem. Reden im Herbst, 1990)
- Pozdravljen bodi in živi (nem. Sei gegrüßt und lebe. Eine, 1964–1973), Christa Wolf in Brigitte Reimann, objavila  A. Drescher, 1993. Prijateljevanje v pismih
- Na poti v Tabou. (nem. Auf dem Weg nach Tabou. 1994) eseji , 1990-1994
- Christa Wolf in Franz Fühmann. Gospod – še se bova srečala (nem. Christa Wolf und Franz Fühmann. Monsieur – wir finden uns wieder), , objavila  A. Drescher, 1995; pisma, 1968 – 1984
- Medeja: Glasovi (nem. Medea: Stimmen, 1996 ) roman
- Pri nas drugod (nem. Hierzulande Andernorts. Erzählungen und andere Texte, 1999) pripovedi in ostala besedila, 1994 - 1998
- Utelešeno (nem. Leibhaftig. Erzählung, 2002) kratka proza
- En dan v letu. 19960 – 2000 (nem. Ein Tag im Jahr. 1960–2000, 2003) roman
- Z drugim pogledom (nem. Mit anderem Blick. Erzählungen, 2005) pripovedi
- Hrepenenje gre v svobodo: Obravnava obdobja romantike  (nem. Ins Ungebundene gehet eine Sehnsucht: Projektionsraum Romantik, 2008)

### Radijske igre
- Nobenega kraja nikjer (nem. Kein Ort. Nirgends), radijska igra - skupaj z Gerhardom Wolfom, 1982
- Medeja : Glasovi (nem. Medea: Stimmen), radijska igra (neznan datum)

### Film
- Razdeljeno nebo (nem. Der geteilte Himmel); Režja: Konrad Wolf; Knjiga: Christa und Gerhard Wolf; 1964
- Gospodična Metulj (nem. Fräulein Schmetterling); Režija: Kurt Barthel; Knjiga: Christa und Gerhard Wolf , 1966
- Mrtvi ostanejo mladi (nem. Die Toten bleiben jung); po romanu Anne Seghers; Režija: Joachim Kunert; Knjiga: Christa Wolf, Joachim Kunert, Gerhard Helwig; 1968
- Till Eulenspiegel; po dramskem besedilu Christe und Gerharda Wolfa; Režija: Rainer Simon; Knjiga: Rainer Simon, Jürgen Klauß; 1975

### Intervjuji
- Pri meni traja vse tako dolgo (nem. Bei mir dauert alles sehr lange) v: Die Zeit, Št. 40, 9.2005

## Film
- En dan, eno leto, eno življenje. Pisateljica Christa Wolf (nem. Ein Tag, ein Jahr, ein Leben. Die Schriftstellerin Christa Wolf); kulturna dokumentacija, 50 min., film Gabriele Conrad in Gabriele Denecke, produkcija: RBB, arte, Oddaja: 29. Juli 2005 na televizijski postaji  arte,  z Günterjem Grassom, Friedrichom Schorlemmerjem (Povzetek vsebine in intervju z režiserko Conrad)

## Nagrade
- 1961 Nagrada za umetnost mesta Halle (Kunstpreis der Stadt Halle)
- 1963 Nagrada Heinricha Manna (Heinrich-Mann-Preis)
- 1964 Državna nagrada 3. kategorije NDR (Nationalpreis 3. Klasse der DDR)
- 1972 Nagrada Theodorja Fontaneja okrožja Potsdam (Theodor-Fontane-Preis des Bezirkes Potsdam)
- 1978 Literarna nagrada Bremna (Bremer Literaturpreis)
- 1980 Nagrada Georga Büchnerja (Georg-Büchner-Preis)
- 1983 Nagrada Franza Nabla, Schillerjeva spominska nagrada (Franz-Nabl-Preis, Schiller-Gedächtnispreis)
- 1985 Državna nagrada Avstrije za evropsko literaturo (Österreichischer Staatspreis für Europäische Literatur)
- 1987 Nagrada brata in sestre Scholl, Vinska nagrada za literaturo, Državna nagrada 1. kategorije NDR (Geschwister-Scholl-Preis, Weinpreis für Literatur, Nationalpreis 1. Klasse der DDR)
- 1990 Častni doktorski naziv univerze Hildesheim (Ehrendoktorwürde von der Universität Hildesheim)
- 1994 Medalja Rahela Varnhagena von Ensa mesta Berlin (Rahel-Varnhagen-von-Ense-Medaille der Stadt Berlin)
- 1999 Literarna nagrada Elisabethe Langgässer, Nagrada Samuela Bogumila Linda, Nagrada Nelly Sachs (Elisabeth-Langgässer-Literaturpreis, Samuel-Bogumil-Linde-Preis, Nelly-Sachs-Preis)
- 2001 Plaketa svobodne akademije za umetnost v Hamburgu (Plakette der Freien Akademie der Künste Hamburg)
- 2002 Nemška knjižna nagrada (Deutscher Bücherpreis)
- 2005 Nagrada Hermanna Sinsheimerja (Hermann-Sinsheimer-Preis)
- 2010 Thomas Mann PreisNagrada Thomasa Manna (Thomas Mann Preis)
- 2010 Nagrada Uweja Johnsona (Uwe-Johnson-Preis)
- 2011 Nagrada javnosti „Hörkules” za Mesto angelov (Hörkules für Stadt der Engel)